# Casa e Quinta de São Brás da Torre
A Casa e Quinta de São Brás da Torre localiza-se na freguesia de Figueiredo, município de Braga, distrito do mesmo nome, em Portugal.
O conjunto arquitetónico está classificado como Monumento de Interesse Público desde 24 de dezembro de 2012.

## História
O edifício é uma reconstrução setecentista, que integra elementos anteriores. É a casa mais antiga da freguesia de Figueiredo.
O título de “Casa de São Brás da Torre” provem do culto a São Brás, na capela pertencente a esta casa, e a presença de uma torre quadrada, a que se refere o brasão da frontaria da casa, torre essa que teria sido destruída por um incêndio em meados do ano 1800.

## Caraterísticas
Na fachada ocidental conserva-se o brasão de armas de António Jácome e a capela, separada do edifício habitacional, foi erguida a expensas de Francisca Jácome e do seu marido Luís Vaz do Couto (que aí se encontra sepultado), em 1693, sobre uma outra que aí existia.
A capela está separada da casa e tem à sua frente um cruzeiro. No interior, o retábulo proto-barroco é contemporâneo da edificação do templo com quatro pinturas representando Santo António, Nossa Senhora da Conceição, São Francisco e a Virgem com o Menino. Na sacristia regista-se uma outra alusiva a Nossa Senhora das Dores.
Para além do edifício principal, a quinta inclui ainda outras dependências de cariz agrícola, destacando-se os espigueiros. 